# Бендзарський ліс
Бендза́рський Ліс (Бендза́рівський ландша́фтний зака́зник) — ландшафтний заказник місцевого значення в Україні. Розташований у Подільському районі Одеської області, поблизу села Бендзари. 

## Загальний опис
Площа заказника 30 га. Створений на території урочища «Бендзарівський Ліс» згідно з постановою Одеської облради № 496-XXI від 01.10.1993 року. Перебуває у землекористуванні ДП «Балтське лісове господарство». Межі заказника регламентуються розпорядженням Балтської районної державної адміністрації від 17.12.2008 № 1244/А-2008.
Заказник створено для охорони лісового урочища байрачного типу, в якому є рідкісні та зникаючі види рослин, у тому числі занесені до Червоної книги України (шафран сітчастий, лілія лісова), та для створення зони рекреації. 
Згідно з даними екологічного обстеження 2003 року лісовий масив перебуває у поганому стані, у ньому багато сухих дерев та гілок.